# モンゼイ

ロックランド郡内の位置

モンゼイ（Monsey）は、アメリカ合衆国ニューヨーク州のロックランド郡にある国勢調査指定地域（CDP）。人口は2万6954人（2020年）。ニューヨーク・ステート・スルーウェイが通っている。行政上はラマポ町に含まれる。
モンゼイは、オーソドックスと呼ばれるユダヤ人の巨大コミュニティがあり、影響が大きい。町の至る所にシナゴーグやユダヤ学校、その他関連施設が存在する。2012年の調査によると、この地域に住む1～12年生の86%が私立学校に通っている。町のショッピングセンターには、コーシャーと呼ばれるユダヤ人が購入する食材が置かれており、他のアメリカの町とは違った景色が広がる。
また、モンゼイに住むユダヤ人用に、マンハッタンとモンゼイを結ぶモンゼイ・トレイルというバスが運行されているが、ユダヤ人以外が利用することはあまりない。
モンゼイはVizhnitz-Monsey hasidimのホームタウン。

## 歴史
かつて、ここには駅馬車が走っていて、マンハッタンとエリー湖を結ぶ宿場町のようだった。その後、駅馬車の路線とほぼ同じ場所を鉄道が走り、駅が設立された。現在はスプリング・バレー＝サファーン間のこの路線は残っているが使用されていない。
59号線沿いには、駅馬車時代の遺構や現在も使用されている築100年程度の古い建物が点在している。現在使われていない旧道などにも蔦に絡まった歴史的建造物がかなりある。ロックランド郡は、これらの保護に乗り出す予定がない。
また、1960年代にはロックランド・ドライブ・イン・シアターが設立され、当時大ブームとなった。現在でも59号線沿いに大きなスクリーンの遺構が残されているが、その位置に将来ショッピングセンターが建設される予定。